# ピカストロ
ピカストロ（Picastro）は、カナダのインディー・ロックバンド。トロント出身。

## ディスコグラフィー

### アルバム
- 2002: Red Your Blues
- 2005: Metal Cares
- 2007: Whore Luck
- 2009: Become Secret